# ترتيب زمني لاكتشاف العناصر الكيميائية

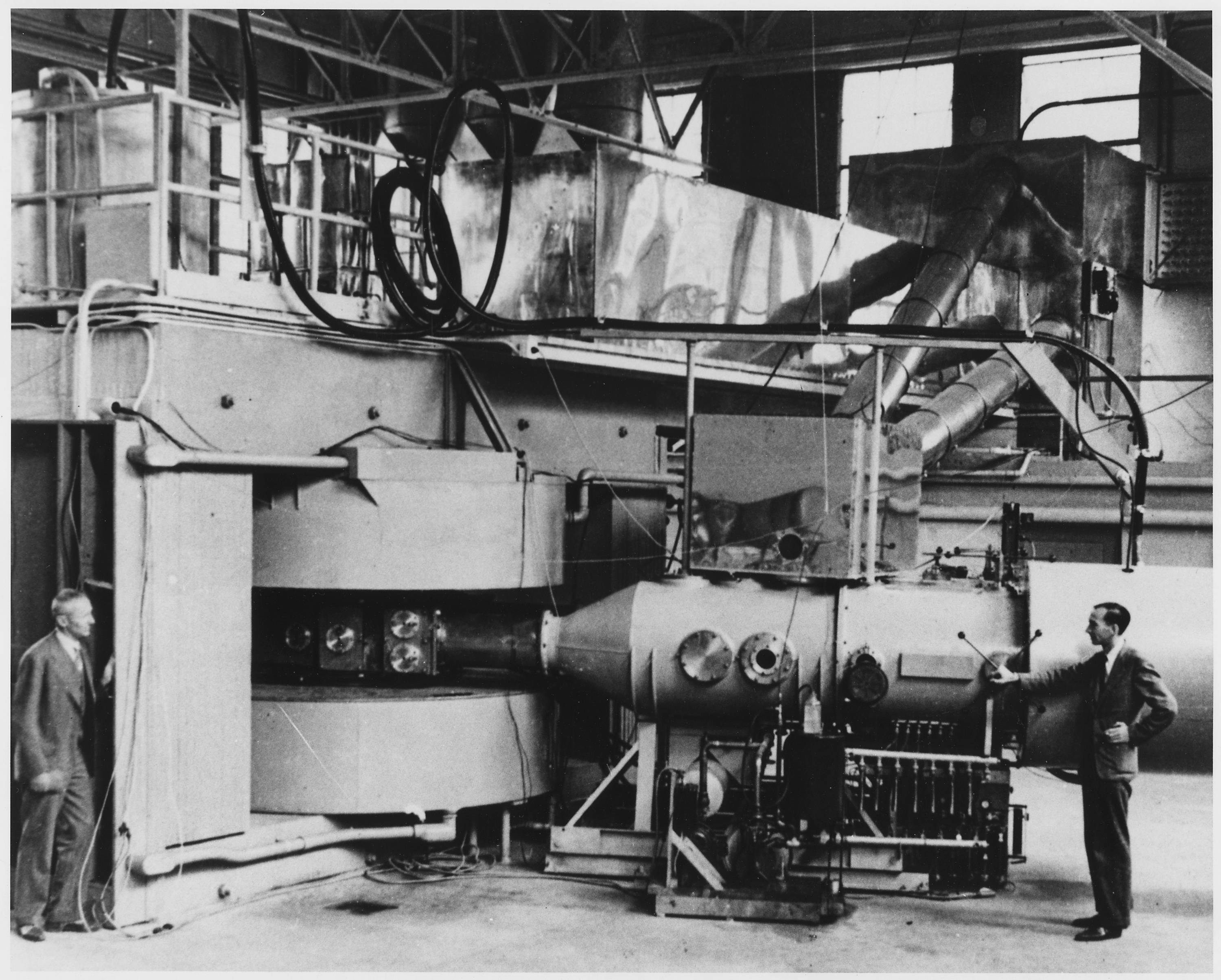

عرف الإنسان منذ القديم بعض العناصر الكيميائية كالذهب والفضة والحديد والنحاس، من ثم تم التعرف على بعض العناصر الأخرى مثل الكبريت والرصاص والفسفور وغيرها وعندما أعلن مندليف في أذار 1869 عن اكتشافه للقانون الدوري تسابق العلماء على اكتشاف الغرف الشاغرة في الجدول الدوري،والآن يزيد عدد العناصر المكتشفة والصنعية عن 110 عنصر.

## اكتشافات غير مسجلة
| Z  | الاسم | أول استعمال          | أقدم عينة متبقية     | المكتشفون           | مكان أقدم عينة     | ملاحظات |
| -- | ----- | -------------------- | -------------------- | ------------------- | ------------------ | --- |
| 29 | نحاس  | 9000 قبل الميلاد     | 6000 قبل الميلاد     | شعوب الشرق الأوسط   | الأناضول           | من المرجح أن يكون النحاس أول الفلزات التي اكتشفت واستعملت من قبل الإنسان. تشير أبعد التقديرات إلى أن النحاس اكتشف في الشرق الأوسط وذلك حوالي 9000 سنة قبل الميلاد. يعد النحاس واحداً من أهم المواد التي تم استعمالها من قبل البشر في العصر النحاسي والعصر البرونزي. تم العثور على قلائد نحاسية تعود إلى 6000 سنة قبل الميلاد في الأناضول. |
| 79 | ذهب   | قبل 6000 قبل الميلاد | 5500 قبل الميلاد     | شعوب الشرق الأوسط   | مصر                | يذهب علماء الآثار إلى الاعتقاد بأن أول استعمال للذهب بدأ مع أول نشوء للحضارات في الشرق الأوسط. ويمكن أن يكون أول فلز استعمل من قبل الإنسان. أقدم حلي ذهبي تم اكتشافه يعود للملكة المصرية زر zer. |
| 82 | رصاص  | 7000 قبل الميلاد     | 3800 قبل الميلاد     | في الشرق الأدنى     | أبيدوس             | من المعتقد أن صهر الرصاص عرف حوالي 9000 سنة قبل الميلاد، وأن أقدم المكتشفات الأثرية المصنوعة من الرصاص هو تمثال وجد في معبد أوزيريس في موقع أبيدوس الأثري ويعود إلى حوالي 3800 سنة قبل الميلاد. تمت تنقية الرصاص وتمييزه عن القصدير من قبل علماء الكيمياء في عهد الدولة الإسلامية في العصور الوسطى                                       |
| 47 | فضة   | قبل 5000 قبل الميلاد | ~4000 BCEقبل الميلاد | شعب الأناضول        | ?                  | يقدر أن اكتشافه تم بعد فترة قصيرة من اكتشاف النحاس والذهب. |
| 26 | حديد  | قبل 5000 قبل الميلاد | 4000 قبل الميلاد     | ?                   | مصر                | هناك دليل على أن اكتشاف الحديد تم قبل 5000 سنة قبل الميلاد. أقدم اكتشاف لأشياء حديدية استعملت من قبل الإنسان هي حلي وجدت في مصر صنعت من حديد نيزكي وذلك حوالي 4000 سنة قبل الميلاد. أدى اكتشاف الصهر حوالي 3000 سنة قبل الميلاد إلى طغيان استعمال الحديد في صناعة الأدوات والأسلحة، مما مهد لبدء العصر الحديدي قبل 1200 سنة من الميلاد.  |
| 6  | كربون | 3750 قبل الميلاد     | ?                    | الفراعنة والسومريون | ?                  | أقدم استعمال معروف للفحم هو لاختزال خامات النحاس والزنك والقصدير لإنتاج البرونز من قبل المصريين والسومريين. يعود اكتشاف الألماس غالباً إلى 2500 سنة قبل الميلاد أول تحليل كيميائي مميز للكربون كان في القرن الثامن عشر الميلادي، وفي عام 1789 كان الكربون مدرجاً بين العناصر من قبل أنطوان لافوازييه.                                      |
| 50 | قصدير | 3500 قبل الميلاد     | 2000 قبل الميلاد     | ?                   | ?                  | تم صهره مع النحاس حوالي 3500 سنة قبل الميلاد لإنتاج البرونز والنحاس الأصفر. أقدم اكتشافات للقصدير تعود إلى 200 سنة قبل الميلاد. تمت تنقية القصدير وتمييزه عن الرصاص من قبل علماء الكيمياء في عهد الدولة الإسلامية في العصور الوسطى (حوالي 700–1400 للميلاد).                                                                             |
| 16 | كبريت | قبل 2000 قبل الميلاد | ?                    | الصينيون والهنود    | ?                  | أول استعمال للكبريت كان قبل حوالي 4000 سنة. أول تمييز له كعنصر كان من قبل جابر بن حيان (حوالي. 800 للميلاد). كما أن لافوازييه أدرجه كعنصر عام1777. |
| 80 | زئبق  | قبل 2000 قبل الميلاد | 1500 قبل الميلاد     | الصينيون والهنود    | مصر                | كان الزئبق معروفاً للصينيين القدماء والهندوس حوالي 2000 سنة قبل الميلاد، كما وجد في المقابر المصرية التي تعود إلى 1500 سنة قبل الميلاد. أول تمييز له كعنصر كان من العالم جابر بن حيان (حوالي. 800 للميلاد). |
| 30 | زنك   | قبل 1000 قبل الميلاد | 1000 BCE             | الهنود              | شبه القارة الهندية | تم استخراج الزنك كفلز كم قبل الهنود قبل ألف سنة من الميلاد، لكن لم تفهم طبيعة هذا الفلز في تلك العصور. تم تمييزه كعنصر مستقل من قبل العالم الهندي ساموكايا حوالي 800 سنة بعد الميلاد ومن قبل الخيميائي باراسيلسوس في عام 1526. وعزل من قبل أندرياس زيغيزموند مارغراف عام 1746.                                                           |